# Défi au Tetris magique
Défi au Tetris magique (titré Magical Tetris Challenge Featuring Mickey au Japon, et Magical Tetris Challenge dans le reste du monde) est un jeu vidéo de puzzle développé et édité par Capcom en octobre 1998 sur système d'arcade Aleck 64, sur console Nintendo 64 en novembre 1998. Le jeu est édité par Activision en Europe et par Capcom dans le reste du monde. Il a été porté sur PlayStation et Game Boy Color en 1999,,.
Il s'agit d'une version de Tetris incluant des personnages de l'univers de The Walt Disney Company.

## Portages
- PlayStation : 1999
- Game Boy Color : 1999